# Türkisch-Deutsche Industrie- und Handelskammer
Die Türkisch-Deutsche Industrie- und Handelskammer (TD-IHK, türkisch: Türk-Alman Sanayi ve Ticaret Odası) ist eine 2003 in Köln gegründete türkisch-deutsche Industrie- und Handelskammer. Seit Februar 2012 hat der Türkisch-Deutsche Industrie- und Handelskammer – Unternehmerverband e. V. seinen Sitz in Berlin.

## Gründung
Nach Unterzeichnung des Protokolls zwischen dem Deutschen Industrie- und Handelskammertag (DIHK) und der Türkischen Kammern- und Börsenunion (TOBB) wurde 1994 die Deutsch-Türkische Industrie- und Handelskammer in Istanbul (AHK) gegründet.
Zehn Jahre später, am 22. Oktober 2003, wurde auf Grundlage des gleichen Protokolls die Türkisch-Deutsche Industrie- und Handelskammer (TD-IHK) mit Hauptsitz in Köln gegründet. Im Beisein des türkischen Ministerpräsidenten Recep Tayyip Erdoğan und Bundeskanzler Gerhard Schröder, sowie dem nordrhein-westfälischen Ministerpräsidenten Peer Steinbrück fand mit 1.400 Gästen am 27. April 2004 in Köln die offizielle Gründungsveranstaltung statt.
Im Februar 2012 ist die TD-IHK mit ihrem Hauptsitz nach Berlin umgezogen.

## Die Kammer
Die TD-IHK verfügt in beiden Ländern über eine Mitgliederbasis, die von kleinen und mittelständischen Unternehmen, global vertretenen Konzernen, Entwicklungsagenturen bis hin zu Handelskammern reicht. Diese Vielfalt unter den Mitgliedern ist ein Zeichen für die Breite des Tätigkeitsspektrums der Kammer. Im Rahmen der Interessenvertretung der Mitglieder wird diesen der Kontakt zu regionalen und nationalen Institutionen, welche in wirtschaftlichen, politischen und sozialen Bereichen aktiv sind, ermöglicht.
Als Unternehmerverband wird die TD-IHK von einem zehnköpfigen Vorstand – je zur Hälfte türkischer und deutscher Herkunft – repräsentiert. Der Vorstand berichtet einmal jährlich in der Hauptversammlung an die Mitglieder. Getragen wird die Kammer von den Beiträgen der Mitglieder. Diese – sowohl aus der Türkei wie aus Deutschland kommend – decken die ganze Bandbreite vom internationalen Konzern bis zum Einzelunternehmen, von Industrie, Handel, Dienstleistung und Handwerk ab. Zu den Leistungen der TD-IHK gehören Dienstleistungen und Beratungen, immer mit Fokus auf die Unterstützung der Mitgliedsunternehmen oder Interessierter bei deren Schritt in den türkischen oder deutschen Markt.
Darüber hinaus hat sich die TD-IHK durch ihre Beiträge zur Integration von türkeistämmigen Mitbürgern in die deutsche Gesellschaft auch in diesem Bereich als wichtiger Akteur etabliert.

## Der Vorstand
Der zehnköpfige Vorstand der TD-IHK wird von der ordentlichen Mitgliederversammlung für drei Jahre gewählt. Er besteht zu gleichen Teilen aus deutschen und türkischen Mitgliedern. Zwei Vorstandsmitglieder sind jeweils Entsandte der Gründerorganisationen TOBB und DIHK.
| Präsident                  |                                                  |
| Rolf A. Königs             | AUNDE Gruppe                                     |
| Vizepräsident              |                                                  |
| Mehmet Eskiyapan           | Türkische Kammern- und Börsenunion (TOBB)        |
| Vorstand                   |                                                  |
| Alexander Winkler          | Schatzmeister, Deutsche Bank                     |
| Volker Treier              | Deutscher Industrie- und Handelskammertag (DIHK) |
| F. Orkan Falay             | Turkish Airlines                                 |
| Bahattin Kaya              | Kaya Touristik GmbH                              |
| Süreyya Inal               | Inal Consulting                                  |
| Oktay Erciyaz              | Mayen Telekomünikasyon A.Ş.                      |
| Dietrich Eickhoff          | Dürkopp Adler AG                                 |
| Muhammet Yıldız            | Odelo GmbH                                       |
| Stellvertretender Vorstand |                                                  |
| Aleksandar Medjedovic      | Ineast Consulting                                |
| Sami Murat Ertunç          | Yadex International GmbH                         |
| Mehmet Kocagöl             | Kocagöl Group                                    |
| Bora Öztelcan              | Willemsen GmbH                                   |

## Belege
1. ↑  Türkisch-Deutsche Industrie- und Handelskammer | Türk-Alman Ticaret ve Sanayi Odası. Abgerufen am 15. März 2021.
2. ↑  Vorstand. In: td-ihk.de. Abgerufen am 21. Juli 2014.